# Burj Azizi
Burj Azizi, Entisar Tower será un rascacielos de alrededor de 725 m de altura, actualmente en construcción en la ciudad emiratí de Dubái. Con su altura sería el segundo rascacielos más alta de Dubái, superado únicamente por el Burj Khalifa. El proyecto, esta valorado entre los 4.000 millones de AED y los 5.000 millones de AED ($1.000 millones a $1.200 millones).
Su localización exacta en Dubái será en la Sheikh Zayed Road, entre las Acico Twin Towers y el Park Place. Dispondrá de 444 apartamentos y 112 habitaciones de hotel, el cual estaría a cargo de Meydan Hospitality, además incluirá un ascensor a un club VIP y restaurantes cerca de la parte superior de la torre.